# Rose Matafeo
Rose Matafeo ( /ˌ m æ t ə ˈ f eɪ oʊ / ), född 25 februari 1992, är en nyzeeländsk komiker, skådespelerska och TV-presentatör.

## Biografi
Matafeo växte upp i Auckland med sina föräldrar och två äldre bröder. Hennes far är samoan och hennes mor har skotskt och kroatiskt ursprung. Hennes föräldrar är rastafarianer och tillhör samfundet Israels tolv stammar.
Matafeo började med ståuppkomik som 15-åring, via en ungdomssatsning skapad av "New Zeeland Comedy Trust", och fortsatte med att vinna priset "Nailed It on the Night", ungefär "Kvällens överraskning" på Nya Zeeland Internationell komedifestival 2007. Hon har sedan varit med på festivalen regelbundet., och vann "Bästa nykomling" där 2010.
Matafeo hade fortsatta framgångar på Nya Zeeland. Hon var med och spelade och skrev för sketchprogram och var värd för komedishower på TV, och uppträdde även på internationella festivaler. Hon flyttade till England 2015 för att vara tillsammans med sin dåvarande pojkvän, komikern James Acaster. Sedan dess har hon växelvis bott och verkat i både Nya Zeeland och England.
Matafeo vann "Bästa show" på Edinburgh Festival Fringe, för egna föreställningen Horndog.
Hon var en av de tävlande i serie nio av Bäst i test England, och när det engelska formatet introducerade en spin off med barn som tävlande utsågs hon till en av seriens programledare, "taskmaster", tillsammans med "assistenten" Mike Wozniak.
Matafeo gjorde amerikanska tv-debut som komiker i Conan O'Briens talkshow Conan på TBS den 9 maj 2019.